# Gonystylus maingayi
Gonystylus maingayi är en tibastväxtart som beskrevs av Joseph Dalton Hooker. Gonystylus maingayi ingår i släktet Gonystylus och familjen tibastväxter. Inga underarter finns listade i Catalogue of Life.